# El rey de La Habana
El rey de La Habana é um livro do escritor cubano Pedro Juan Gutiérrez.
Em O rei de Havana, história de um anti-herói adolescente movido a sexo e inteligência cega.
O território deste romance é o mesmo inferno miserável, sórdido e intensamente sensual que Gutiérrez visitou em Trilogia suja de Havana, sua primeira obra em prosa. A abertura do livro é brutal: Reynaldo assiste à morte da mãe, da avó e do irmão. Depois, lançado numa instituição de menores, aprende a se virar e, ao fugir e ganhar o mundo, passa a "viver minuto a minuto" buscando sobreviver no submundo de Havana.